# 14282 Cruijff
14282 Cruijff este un asteroid din centura principală de asteroizi.

## Descriere
14282 Cruijff este un asteroid din centura principală de asteroizi. A fost descoperit pe 24 septembrie 1960 la Observatorul Palomar de Cornelis Johannes van Houten, Ingrid van Houten-Groeneveld și Tom Gehrels. Asteroidul prezintă o orbită caracterizată de o semiaxă mare de 3,04 ua, o excentricitate de 0,05 și o înclinație de 7,7° în raport cu ecliptica.